# さよならみどりちゃん
『さよならみどりちゃん』は、南Q太作の漫画作品。
2005年に古厩智之監督、星野真里主演で映画化された。

## 概要
祥伝社「FEEL YOUNG」誌に、1996年9月号から1997年3月号まで連載された。

## ストーリー
平凡なOLのゆうこはカフェの軽薄な店員ユタカと初めてセックスした日、彼にはみどりという彼女がいることを知る。ユタカに翻弄され、都合のいい女にされていることも良く理解している。それでも離れられない。ゆうこの揺れ動く気持ちと二人の畷昧な関係を描くラブストーリー。

## 書誌情報
- 単行本、全1巻、1997年7月10日発売、フィールコミックス（祥伝社刊）、ISBN 4-396-76167-8

## 映画
2004年製作。2005年8月27日公開。BS-iで放送されていた1話から3話完結のオムニバス恋愛ドラマシリーズ『恋する日曜日』の映画版である。主演の星野真里が、本作でバストトップを露わにしたヌードで濡れ場を演じた。
第27回ナント三大陸映画祭主演女優賞と銀の気球賞（準グランプリ）受賞。

### ストーリー
ダイニングバーでアルバイトしていたOLのゆうこ（星野真里）は、想いを寄せていた店長ユタカ（西島秀俊）と体の関係を結ぶ。ところが初めてセックスした日、ユタカから「みどりちゃん」という彼女がいることを告げられる。「みどり」はダイビングの資格を取るために沖縄に行っているという。
それでもゆうこは、嫌われたくないからと、変わらず友人としてユタカと顔を合わせ、彼の紹介でカラオケスナック『有楽』のバイトをすることにした。バイト初日からスナックのママ（佐々木すみ江）に厳しく叱責され、疲れて帰宅したゆうこは、その夜ユタカと再び体の関係を持ってしまう。
ユタカのダイニングバーでは真希（岩佐真悠子）という新しいバイトの娘が入っていた。真希もユタカに好意を持っており、ゆうこに対してライバル宣言をする。一方でユタカの店の男性店員、太郎（松尾敏伸）はゆうこに想いを寄せる。太郎から愛の告白を受けたゆうこだが、そこに現れたユタカに遮られ、ゆうこは相変わらずユタカとの肉体関係を続けていく。
やがてユタカは真希とも関係を持った。真希にクラブに呼び出されたゆうこは、真希がユタカと寝たことを聞かされる。動揺するゆうこに、真希の高校時代のバンド仲間だった青年、加藤（藤沢大悟）が親し気に話しかける。加藤にクラブの個室に誘われたゆうこは、彼にフェラチオしてしまう。

### キャスト
ゆうこ
演 - 星野真里
普段はOLをしており、ほどなくして掛け持ちでスナックでバイトを始める。ユタカのことを愛していて、人前では「私は彼女じゃない」と否定するもユタカとの曖昧な男女関係を続ける。人に頼まれると断れない性格で、ある程度のことは受け入れる。ただし、音痴とのことで、客からカラオケをリクエストされた時は、断っている。
ユタカ
演 - 西島秀俊
沖縄で暮らす恋人のみどりがいるが、ゆうこのことも愛している。周りから一番好きな女性を聞かれてもあやふやな答えを返す。調子のいい性格だが、基本的に優しく人当たりがいいタイプ。自己中心的で周りの人を傷つけたり、振り回しているのに気づかない無頓着な性格。かなりの女好きでゆうこ以外にも知り合いの若い女性に出会うとイチャついたりしている。

#### ユタカのバイト仲間
太郎
演 - 松尾敏伸
ユタカの年下のバイト仲間。調理担当。ユタカの弟分のように親しくしている。ゆうこに好意を寄せており、ある日酔った勢いでゆうこに告白する。
真希
演 - 岩佐真悠子
ユタカの年下のバイト仲間。みどりの存在も承知の上で恋人のポジションを狙う。積極的で挑発的な行動を取る性格。元々ゆうことは面識がないがバイト先の先輩にあたると知り、ゆうこのことを「先輩」と呼ぶ。

#### スナックの関係者
カラオケスナック『有楽』のママ
演 - 佐々木すみ江
面倒見が良く、新人のゆうこに細かく接客の仕方を教える。客の前では普段より高い声で話す。ちなみに『有楽』の由来は、英語のyou(あなた)とlark(鳥のヒバリ)を合わせたもの。
ミドリ
演 - 小山田サユリ
スナックの従業員。ユタカの恋人のみどりとは別人。ゆうこより後に働き始める。以前はDV癖のある男と付き合っていた。
スナックの常連トリオ。
演 - 佐藤二朗、諏訪太朗、おかやまはじめ
3人共陽気な性格。場を盛り上げるために賑やかしで、お互いにカラオケで歌ってる相手にツッコんだりしている。ゆうこにカラオケでデュエットしてくれるようにリクエストする。
ゆうこに言い寄る客
演 - 千葉哲也
スナックの客。常連の一人。悪い人ではないがある時、飲み過ぎてしまいゆうこに強引に抱きつく。
リーゼントの客
演 - にわつとむ
スナックの客。いつも一人で来てカウンターで飲んでいる。少々いかついファッションをしているが穏やかな性格。

#### その他
りか
演 - 中村愛美
ユタカの元恋人。ノリのいい女性。ユタカによると現在は、妻子ある男と不倫しているとのこと。
加藤
演 - 藤沢大悟
真希に呼ばれたクラブでゆうこが出会ったチャラいイケメン。真希の高校時代のバンド仲間。酒を飲むと半勃ちになる体質。ゆうこが知り合ったその日にクラブの個室でフェラチオをする。
原作では「田中」と呼ばれていた。

### スタッフ
- 監督：古厩智之
- 原作：南Q太
- 脚本：渡辺千穂
- 撮影：池内義浩
- 照明：平井元
- 録音：菊池信之
- 音楽：遠藤浩二
- 編集：大重裕二
- 主題歌：「14番目の月」作詞・作曲 荒井由実、歌 奥村愛子
- プロデューサー：丹羽多聞アンドリウ
- 製作総指揮：高西伸兒、藤賀幹生、鈴木径男、吉田博昭、千葉広二、飴井保雄
- 制作：BS-i
- 製作：「さよならみどりちゃん製作委員会」（BS-i、藤賀事務所、ハピネットピクチャーズ、ティー・ワイ・オー、祭、TBSサービス）